# Mahbuba
Mahbuba, död efter 861, var en abbasidisk konkubin, qiyan-poet och musiker. Hon var konkubin till kalif al-Mutawakkil (regent 847-861).
Hon utbildades till qiyan av Abdallah b. Tahir av Taif, och ingick i den gåva av 400 slavflickor som denna gav i present till kalifen vid tronbestigningen år 847; hon beskrivs då ha varit i "jungfruligt tillstånd".
Mahbuba uppges ha blivit kalifens favoritkonkubin. Under hans drinkarfester uppgavs han ha henne nära sin sittplats dold bakom ett draperi, för att göra det möjligt för honom att alltid kunna samtala med henne. 
Hon tycks också ha befunnit sig i hans rum dold bakom ett draperi vid andra tillfällen, eftersom det nämns att hon, utan att visa sig, kunde delta i samtalet bakom draperiet, och vid ett tillfällen riktade sin egen dikt till en besökande poet. 
Mahbuba beskrivs som vacker och dygdig; hon ska ha haft en medioker sångröst, men som överlägsen i skönhet, kultur och förfining. Hon blev framför allt berömd som poet. Hon jämfördes av al-Isfahani med Fadl al-Sha'irah i sin poetiska förmåga. Hon omtalas för att ha skrivit sin poesi på äpplen som hon skickade till kalifen och blev också känd för sitt användande av parfym. Kalifen gav poeten Ali b. al-Jahm i uppdrag att skriva dikter till hennes ära. 
När kalifen störtades och dödades 861 tillkallades hans slavinnor för att delas mellan kuppmakarna under ledning av Wasif. Hon kom då dit sorgklädd och reciterade en sorgedikt. En annan av kuppmakarna, Bugha, valde då att frige henne.